# Jaylen Morris
Pour les articles homonymes, voir Morris.
Jaylen Morris, né le 19 septembre 1995 à Amherst dans l'État de New York, est un joueur américain de basket-ball évoluant au poste d'arrière.

## Biographie
Après ses quatre années dans la petite université de Molloy, il se présente à la draft 2017 de la NBA mais n'est pas choisi.
Après de bonnes performances en NBA G League avec les BayHawks d'Érié, il signe, le 28 février 2018, un contrat de 10 jours avec les Hawks d'Atlanta.
Après avoir signé un contrat two-way avec les Bucks de Milwaukee en début de saison, il est coupé par la même franchise le 13 janvier 2019.
Le 1er janvier 2022, il signe pour 10 jours avec les Spurs de San Antonio. Morris retourne ensuite aux Spurs d'Austin.